# 水都百景録〜癒しの物語と町づくり
『水都百景録～癒しの物語と町づくり』（すいとひゃっけいろく～いやしのものがたりとまちづくり）（原題：江南百景图、江南百景図）は、Coconut Island Gamesが開発し、2020年3月19日に中国の香港地区・澳門（マカオ）地区・台湾地区に配信を開始したスマホ向け経営シミュレーションゲーム。2022年6月16日、日本版はLittoral Gamesによって正式サービスが開始された。略称は『水都百景録』。基本プレイ無料で、プレイヤーはゆったりと流れる日常の中に、自分だけの町を作り上げていくという内容。

## 概要
古代中国を舞台にした町づくりシミュレーションゲーム。プレイヤーが小さい町の設計者、管理者である「知府」となり、自分のペースで水都百景を築き上げる。本作の美術は多くの中国伝統絵画芸術を参考にして、水墨画風で江南水都の日常を満喫できる。また、民俗服飾、人文建築、歴史伝承などの文化要素も含んでおり、情緒のある秀麗な山水百景をゆっくり渡り歩く。
2020年7月2日に中国でリリースされてから1カ月も経たないうちに、ダウンロード数は既に5千万人を超え、ダウンロードランキングの上位に入り、国内外問わず高い評価を得ている。

## ストーリー
物語は、中国の文人画家である文徴明が、自分の作品『江南水都百景』の中で目を覚ますところから始まる。その絵巻の中の世界では大きな火事があり、町全体が廃墟になっている状態だった。文徴明はかつて自分が描かれた江南の風景を再現するために、町の再興を目指すことになる。

## 特徴
文徴明の視点から、プレイヤーが管理者である「知府」として町作りが始まる。最初は一部の地域しか町民がいないが、ゲームを進めていくほどに、壮観な水都へと変わっていく。その成長感と達成感の体験は本作の一つのポイントである。さらに、資源や資金を集めて街を経営しながら、町民たちとの会話を通して、当時の風習や人情などを十分に味わえる。また、プレイ中には町作りだけでなく、出かけて古代江南で閑游することもできる。旅の中では、中国歴史に名を残した人たちと出会うことができ、自分なりの歴史物語を作れる。

## 世界観

### 登場人物
中国明朝の歴史名人をモチーフにしたキャラクターが多いが、他の時代の人物が登場することもある。
文徴明（ぶん ちょうめい）
中国明代中期に活躍した文人。詩書画に巧みで三絶と称され、明代四大家の一人である。プレイヤーの案内人ともなる。
吴黎（ご れい）
文徴明の妻。
沈周（しん しゅう）
明代中期の文人にして画家。文人画の一派。
呉派を興し「南宋文人画中興の祖」とされ、文徴明の友人
唐寅（とういん）
中国明代の文学者、画家。呉県 (現江蘇蘇州) の生まれで、蘇州文化を代表する文人。字は伯虎。
湯顕祖（とうけんそ）
中国明代の劇作家。臨川 (現江西撫州) の人。
著作の『牡丹亭還魂記』などには、夢のモチーフが意識的に取り入れられていることから、書斎の名を冠して「玉茗堂四夢」と通称される。
李白（りはく）
中国唐代で杜甫とならぶ代表的詩人。杜甫の詩聖に対して詩仙と称される。
西域の条支 (アフガニスタンのガズナ) または砕葉 (クルグズ 《キルギス》 のトクマク) で生まれたと考えられ、胡人 (ソグド人な:どの中央アジア民族) で、李は本姓ではないとする説もある。
武則天（ぶ そくてん）
中国唐の高宗の皇后、武周の皇帝。唐の建国に貢献した武士(ぶしかく) の娘。
唐太宗の後宮に入って才人となり、その没後、尼となっていたのを高宗に望まれて再び後宮に入り皇后になる。
高宗没後、聖神皇帝として中国史上初めて女性で帝位につき、国号を周と改めた。

### 舞台
応天府
明代の都。今の南京市。
蘇州府
京杭大運河の商業帯で重要な商業都市、今の蘇州市。
杭州府
京杭大運河の起点である。現地有名な景観は杭州西湖。今の杭州市。
鶏鳴山
観星の町ーー鶏鳴山。本作での架空都市である。
松江府
長江沿いの小さい町。今の上海市。

## 開発
本作のステージ設定は、基本的に明朝の江南地域の行政区分を踏襲しているが、各都市にはそれぞれ特色が備える。例えば蘇州府は絹や刺繍が特産物で、ゲーム内には蚕養、糸織、繍坊（刺繍工場）3種類の素材とそれに対応する建物が充実されている。また、とある蘇州有名な「山塘七狸」（山塘街の七つの狛狸）を取得するために、プレイヤーが地図を探索することも必要。
美術設計に関しては、建築や人物などの造形を考える際に、制作チームは多くの古典画や文物典籍などを参考にした。全体的にはゲームの特色である水墨画風ビジュアルと、中国文化伝統を兼備させた。例えば、蘇州部分のゲームデザインを考える際に、チームは蘇州版画や螺鈿、漆物など現地伝統工芸のデザインを取り入れた。
各都市特有の「奇観」建築は、すべて実際の建築とその歴史的典故に基づき、多くの民間奇譚を参考した。例えば杭州府の部分で、プレイヤーは楊孟瑛が西湖を浚渫することを手伝ったり、杭州西湖の雷峰塔や断橋残雪などのスポットを開放したりして、徐々に昔の西湖の風景を再現することができる。